# Лютий 2007
Лютий 2007 — другий місяць 2007 року, що розпочався у четвер 1 лютого та закінчився у середу 28 лютого.

## Події
- 5 лютого — 12-та церемонія вручення Премії Люм'єр.
- 20 лютого — у результаті заворушень в Лас-Вегасі (США), після матчу всіх зірок НБА, чотири людини отримали вогнепальні поранення, затримано 362 особи.
- 24 лютого — 32-га церемонія вручення нагород премії «Сезар».
- 25 лютого — 79-та церемонія вручення нагород премії «Оскар». Мартін Скорсезе лише з шостої спроби завоював приз.